# Skeldon
Skeldon est une ville de l'est du Guyana, au bord du fleuve Corentyne à la frontière avec le Suriname.
La population est de 5 859 habitants.